# Heliotropium glabriusculum
Heliotropium glabriusculum är en strävbladig växtart som först beskrevs av John Torrey, och fick sitt nu gällande namn av Samuel Frederick Gray. Heliotropium glabriusculum ingår i Heliotropsläktet som ingår i familjen strävbladiga växter. Inga underarter finns listade i Catalogue of Life.